# David City (Nebraska)
David City es una ciudad ubicada en el condado de Butler en el estado estadounidense de Nebraska. En el Censo de 2010 tenía una población de 2906 habitantes y una densidad poblacional de 542,04 personas por km².

## Geografía
David City se encuentra ubicada en las coordenadas 41°15′36″N 97°7′46″O / 41.26000, -97.12944. Según la Oficina del Censo de los Estados Unidos, David City tiene una superficie total de 5.36 km², de la cual 5.33 km² corresponden a tierra firme y (0.58%) 0.03 km² es agua.

## Demografía
Según el censo de 2010, había 2906 personas residiendo en David City. La densidad de población era de 542,04 hab./km². De los 2906 habitantes, David City estaba compuesto por el 96.08% blancos, el 0.62% eran afroamericanos, el 0.07% eran amerindios, el 0.65% eran asiáticos, el 0% eran isleños del Pacífico, el 1.79% eran de otras razas y el 0.79% pertenecían a dos o más razas. Del total de la población el 3.54% eran hispanos o latinos de cualquier raza.